# Syllable
Syllable (englisch für „Silbe“) ist ein schlankes und schnelles unixoides Desktop-Betriebssystem für x86-Prozessoren. Es stellt eine Weiterentwicklung (Abspaltung) des Betriebssystems AtheOS dar, dessen Entwicklung im Jahre 2001 eingestellt wurde.

## Geschichte

### Vorgeschichte
AtheOS war praktisch im Alleingang durch Kurt Skauen entwickelt worden und zeichnete sich durch Bootzeiten von wenigen Sekunden und rasante Arbeitsgeschwindigkeit aus. Durch den Niedergang von Be Incorporated, der Herstellerfirma von BeOS, hatte es Ende der 90er Jahre einen erheblichen Zustrom an Entwicklern und Interessierten zu verzeichnen. Es wurde vielfach als möglicher Nachfolger des Multimedia-Betriebssystems gehandelt.
AtheOS-Erfinder Kurt Skauen verlor jedoch um das Jahr 2001 aus privaten Gründen die Lust an seinem Projekt und stellte die Weiterentwicklung gänzlich ein. Die Inaktivität Skauens, der keine Mitarbeit am Kern seines Betriebssystems wünschte, und sein fast vollständiges Schweigen führten dazu, dass das Interesse weithin erlahmte.
Im Juli 2002 unternahm AtheOS-Anhänger und Entwickler Kristian van der Vliet eine Abspaltung und begann, das Betriebssystem unter dem neuen Namen weiterzuentwickeln.
Am 15. Juli 2002 veröffentlichte er eine erste Version, der er den Namen Syllable gab. Die erste Veröffentlichung von Syllable bekam die Versionsnummer 0.4.0.

### Versionsgeschichte
| Version | Veröffentlichung | Anmerkungen |
| ------- | ---------------- | --- |
| 0.4.0   | 15.07.2002       | erste Version von Syllable |
| 0.4.1   | 25.07.2002       | |
| 0.4.2   | 11.10.2002       | |
| 0.4.3   | 22.02.2003       | neue Benutzerschnittstelle |
| 0.4.4   | 30.05.2003       | |
| 0.4.5   | 16.08.2003       | |
| 0.5.0   | 04.10.2003       | Integration eines Media Frameworks und USB-Unterstützung |
| 0.5.1   | 08.11.2003       | |
| 0.5.2   | 02.01.2004       | |
| 0.5.3   | 01.05.2004       | |
| 0.5.4   | 25.09.2004       | neuer Desktop |
| 0.5.5   | 11.12.2004       | |
| 0.5.6   | 19.04.2005       | |
| 0.5.7   | 22.08.2004       | |
| 0.6.0   | 11.12.2005       | |
| 0.6.1   | 09.05.2006       | grundlegende ACPI-Unterstützung |
| 0.6.2   | 08.11.2006       | Unterstützung für NTFS (nur lesend) |
| 0.6.3   | 05.03.2007       | grundlegende Integration von CUPS |
| 0.6.4   | 16.07.2007       | neue ABrowse-Version (verwendet nun WebKit) |
| 0.6.5   | 08.01.2008       | zusätzliche Treiber; Portierung von libusb, so dass nun USB-Geräte vom User-Space genutzt werden können; einige essentielle Programme sind nun auch im geschützten /system-Verzeichnis, um eine Systemwiederherstellung zu erleichtern; Unterstützung von OpenBFS |
| 0.6.6   | 15.05.2009       | |
| 0.6.7   | 12.04.2012       | SQLite, Samba und QEMU werden mitgeliefert |

### Syllable Server
Neben dem eigentlichen Syllable-Betriebssystem, auch Syllable Desktop genannt, gibt es auch eine Syllable Server genannte Variante, die spezielle für den Einsatz als Server-Betriebssystem gedacht ist. Diese Variante basiert auf einem Linux-Kernel, auf dem die von Syllable bekannte grafische Oberfläche läuft. Syllable Server wurde auf der SylCon 2007 angekündigt, die erste Version von Syllable Server mit der Versionsnummer 0.1 wurde im Oktober 2007 veröffentlicht. Derzeit aktuell ist Version 0.4 vom 8. Juni 2010.

## Konzepte
Die grafische Benutzeroberfläche erinnert in mancher Hinsicht an das Betriebssystem BeOS. Skauen betonte jedoch stets, dass nicht BeOS, sondern AmigaOS sein eigentliches Vorbild war. Der Kernel orientiert sich am POSIX-Standard. Es handelt sich dabei um einen monolithischen Kernel, wie bei Linux, aber er ist stärker modularisiert als der Linux-Kernel, weshalb zum Systemstart ein spezieller Bootloader (GRUB) zum Einsatz kommt, der Festplatten- und Dateisystemtreiber in den Speicher lädt. Als Standard-Shell wird Bash verwendet.
Mit AFS, dem AtheOS File System, verfügt Syllable über ein modernes, am Be File System angelehntes, 64-Bit-Journaling-Dateisystem, das mit anderen modernen Dateisystemen vergleichbar ist.

## Systemvoraussetzungen
- Pentium Prozessor oder besser[2]
- 32 MB RAM
- SVGA Grafikkarte mit VESA 2.0 BIOS

## Lizenz
Syllable ist freie Software unter den Bedingungen der GNU General Public License (GPL) und ist somit auch im Quellcode verfügbar.

## Neuerungen gegenüber AtheOS
Gegenüber der letzten Version von AtheOS besitzt Syllable zahlreiche neue Merkmale, unter anderem:
- ein ATAPI-Treiber, der Zugriff auf CD-ROM-Laufwerke ermöglicht und auch Festplattenzugriffe im UDMA-Modus ermöglicht (Unter AtheOS wurden Festplatten ausschließlich über das BIOS angesprochen)
- die direkte Unterstützung zahlreicher Grafikkarten
- Unterstützung von USB-Mäusen und USB-Tastaturen
- SATA-Unterstützung (noch in frühem Stadium)
- ein weitgehend konfigurierbarer Desktop
- Sound-Unterstützung durch ein Media-Framework
- Verwendung von MIME-Typen zur Zuordnung von Dateien zu Programmen
- Einige bereits verwendbare Anwendungen wie etwa ein Mail-Client (Whisper) und ein IRC-Programm
- Eine Taskbar und ein Gnome-ähnliches Startmenü
- etwa ein halbes Dutzend verschiedene Fensterdekorationen
- eine weitgehend automatische Installation wie auch die Verfügbarkeit einer Live-CD

## Software
Aufgrund des frühen Stadiums von Syllable ist auch die Menge an Software noch recht gering. Dank der weitgehenden POSIX-Kompatibilität wurden aber schon einige Programme, meist für die Konsole, nach Syllable portiert. Beispiele dafür sind ImageMagick, POV-Ray, Emacs, Apache und Samba.
An Programmen zur Software-Entwicklung wurden die GCC und NASM portiert. Mit sIDE verfügt Syllable über eine IDE, die sich aber ebenfalls noch in einem frühen Entwicklungsstadium befindet.

### ABrowse
Ein weiterer Teil von Syllable ist der von AtheOS übernommene und nun auf WebKit basierende Browser ABrowse, der unter der GPL steht.
ABrowse wurde zuerst im Sommer 2001 von Kurt Skauen auf Basis der KHTML-Komponente von KDE 2 für sein Betriebssystem AtheOS entwickelt.
Im Dezember 2004 gab dann Arno Klenke bekannt, ABrowse auf die KHTML-Komponente von KDE 3 aktualisiert zu haben. Nachdem ABrowse für die im Juli 2007 veröffentlichte Syllable-Version 0.6.4 komplett neu geschrieben wurde, basiert er auf WebKit.
ABrowse ist zurzeit neben Links der einzige grafische Webbrowser für Syllable.